# Miguel Ángel Angulo
Miguel Ángel Angulo Valderrey (Oviedo, Asturija, 23. lipnja 1977.) ili jednostavnije Angulo, je španjolski umirovljeni nogometaš koji je najduže igrao za Valenciju. 
Uglavnom igra kao krilni vezni igrač, iako može igrati i kao središnji napadač.

## Trofeji

### Valencia
- Copa del Rey : 1999.
- Supercopa de España : 1999., 2008.
- La Liga: 2002., 2004.
- Kup UEFA: 2004.
- Europski superkup: 2004.